# Antica diocesi di Linköping

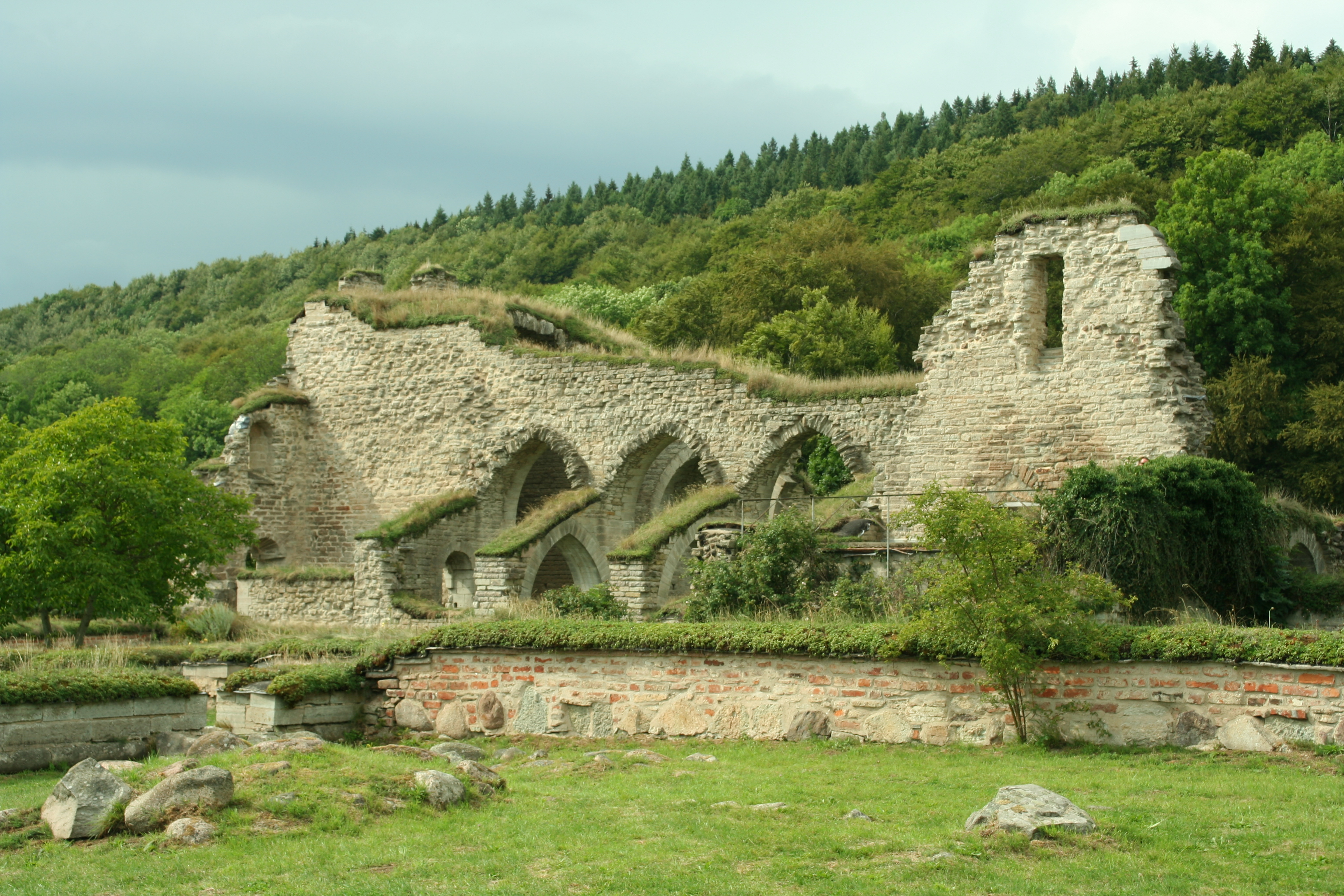
Rovine dell'abbazia di Alvastra nell'Östergötland; abbazia cistercense fondata nel 1143 da monaci provenienti dal monastero francese di Clairvaux, andò distrutta durante la riforma protestante.

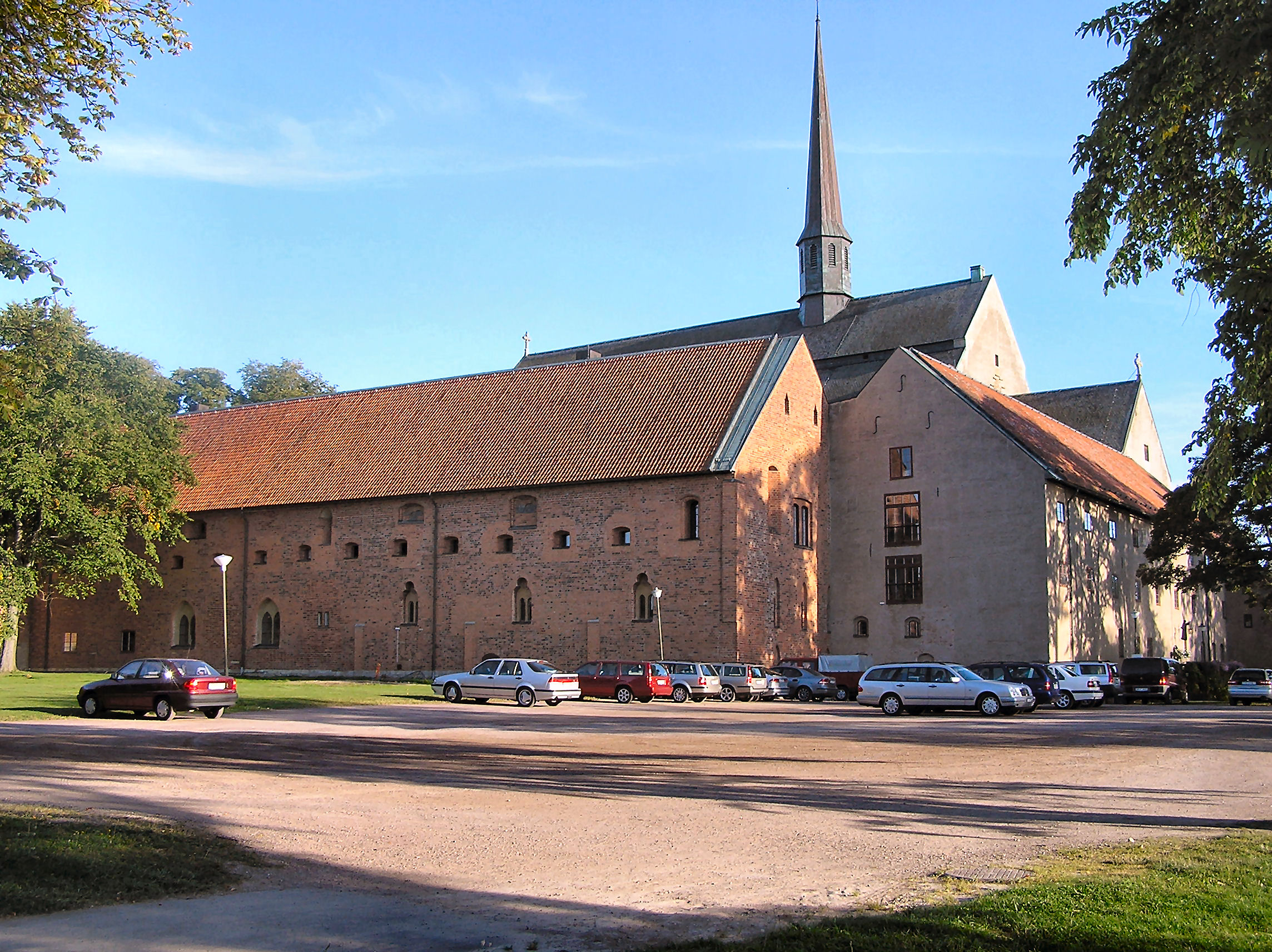
L'abbazia di Vadstena, fondata da santa Brigida nel 1346.

La diocesi di Linköping (in latino: Dioecesis Lincopensis) è una sede soppressa della Chiesa cattolica.

## Territorio

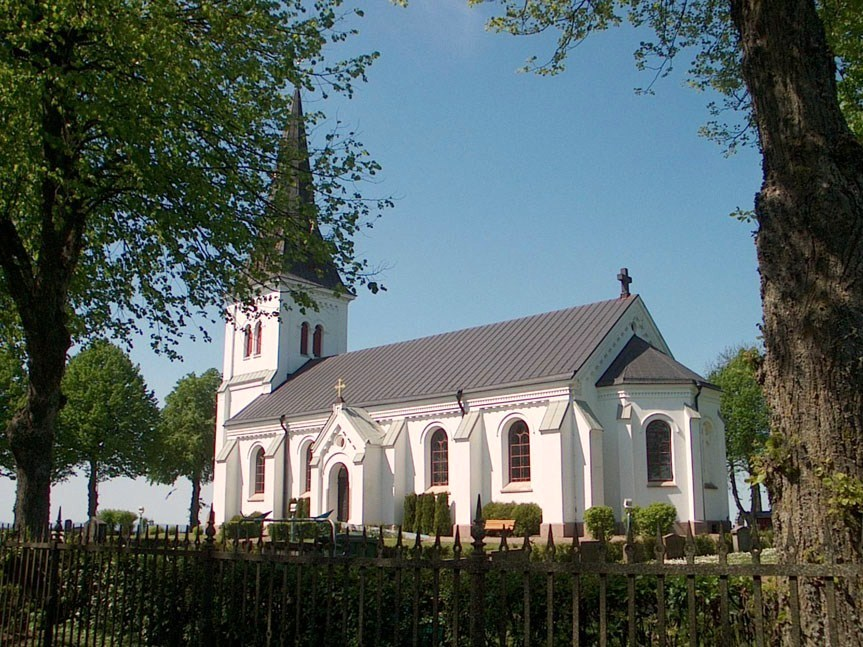
Chiesa di Appuna.

La diocesi si estendeva sull'Östergötland e sulle isole di Gotland e Öland.
Sede vescovile era la città di Linköping, dove si trovava la cattedrale.

## Storia
La diocesi di Linköping fu eretta nella seconda metà dell'XI secolo ricavandone il territorio dalla diocesi di Skara. Al di là dei contemporanei ma fragili fenomeni di evangelizzazione a Sigtuna, rappresentò la definitiva e stabile espansione verso nord del cristianesimo nella Svealand.
Originariamente suffraganea dell'arcidiocesi di Amburgo-Brema, nel 1104 divenne suffraganea di Lund e nel 1164 entrò a far parte della provincia ecclesiastica dell'arcidiocesi di Uppsala.
Attorno al 1120 fu iniziata la costruzione della cattedrale.
Nella diocesi di Linköping si celebrò, nel 1248, il sinodo di Skänninge, presieduto dal legato papale Guglielmo di Modena, dove furono prese importanti decisioni tra cui l'obbligo del celibato per i preti.
L'ultimo vescovo in comunione con la Santa Sede, Hans Brask, fu costretto all'esilio in Polonia nel 1528, e vi morì il 1º agosto 1538.

## Cronotassi dei vescovi
- Herbert † (XI secolo)
- Rikard † (circa 1100 - ?)
- Gisle † (1115 - 1158 deceduto)
- Stenar, O.Cist. † (1158 - ?)
- Kol † (8 settembre 1160 - 1195 o 1196 deceduto)[2]
- Johannes † (? - circa 1215 deceduto)
- Karl Magnusson † (1217 - 8 agosto 1220 deceduto)
- Bengt Magnusson † (circa 1221 - 1232 dimesso)
- Lars † (1232 - 1258 dimesso)
- Henrik † (1258 - circa luglio 1283 deceduto)[3]
- Bo † (settembre 1284 - ?)
- Bengt Birgersson † (settembre 1286 - 25 maggio 1291 deceduto)
- Lars † (1291 - 1307 deceduto)
- Karl Bååt † (1307 - 6 luglio 1338 deceduto)
- Peter Torkilsson † (30 gennaio 1342 - 17 novembre 1351 nominato arcivescovo di Uppsala)
- Nils Markusson † (8 agosto 1352 - 6 aprile 1362 nominato vescovo di Larissa)
- Gottskalk Falkdal, O.P. † (6 marzo 1364 - 3 febbraio 1374 deceduto)
- San Nils Hermansson † (14 marzo 1375 - 13 settembre 1391 deceduto)
- Knut Bosson † (10 gennaio 1403[4] - 12 marzo 1436 deceduto)
- Bengt Larsson † (1436 - 24 dicembre 1440 deceduto)
- Nils König † (21 gennaio 1441 - 23 aprile 1458 deceduto)
- Kettil Karlsson † (15 ottobre 1459 - agosto 1465 deceduto)
- Henrik Tidemansson † (4 luglio 1466 - 21 dicembre 1500 deceduto)
  - Hemming Gadh † (1501) (vescovo eletto)[5]
  - Giacomo Serra † (3 settembre 1501 - 1513 dimesso) (amministratore apostolico)
- Hans Brask † (6 aprile 1513 - 1º agosto 1538 deceduto)